# وريد بصلة القضيب
وريد بصلة القضيب هو رافد للوريد الفرجي الغائر.

## وصلات خارجية
- http://anatomy.med.umich.edu/anatomytables/veins_pelvis_perineum.html